# Metropolia León
Metropolia León – metropolia Kościoła rzymskokatolickiego w Meksyku. Erygowana w dniu 25 listopada 2006 roku. W skład metropolii wchodzi 1 archidiecezja i 3 diecezje.
W skład metropolii wchodzą:
- Archidiecezja León
  - Diecezja Celaya
  - Diecezja Irapuato
  - Diecezja Querétaro